# Ferula sharifii
Ferula sharifii là một loài thực vật có hoa trong họ Hoa tán. Loài này được Rech.f. & Esfand. mô tả khoa học đầu tiên năm 1952.